# Вонготня
Вонготня — ручей в Рыбинском районе Ярославской области России, впадает в Рыбинское водохранилище.
Ручей имеет исток в болотце, расположенном в 1 км к востоку от деревни Дымовское. В верховьях и низовьях течёт на юго-запад, в средней части — на северо-запад. В средней части расположена деревня Савинское, где реку пересекает автодорога Рыбинск — Череповец. Устье находится на юго-восточном берегу Рыбинского водохранилища, в 3 км к западу от деревни Савинское. В устье ручей образует небольшой лиман. Высота истока около 128 м, высота устья (Рыбинского водохранилища) — 102 м.
В верхнем течении водоток не постоянный, после Савинского водоток устойчивый. В низовьях в крайней северной точке впадает безымянный правый приток, имеющий исток к югу от деревни Сидорково.
До создания Рыбинского водохранилища ручей был правым притоком Волготни (протекает южнее, в то время являлась притоком Шексны).
На плане Генерального межевания Рыбинского уезда конца XVIII века ручей называется Малая Волготня.